# Kartoffeltryk
Kartoffeltryk er en meget enkel form for højtryk. Da den ikke kræver de store forudsætninger, benyttes teknikken gerne i grundskoler. 
En kartoffel skæres over, så man får en plan flade. De dele, der ikke skal trykkes, fjernes med en kniv. Kartoffelfladen indfarves med en vandbaseret farve, f.eks. gouache og kartoflen trykkes mod et stykke papir eller stof. Man kan kun trykke mindre og ukomplicerede figurer, men det samme trykelement kan gentages flere gange og danne et mønster. Flere farver kan tilføres med andre kartofler eller med den samme kartoffel. 